# Витория-ду-Шингу

Витория-ду-Шингу на карте штата.

Витория-ду-Шингу (порт. Vitória do Xingu) — муниципалитет в Бразилии, входит в штат Пара. Составная часть мезорегиона Юго-запад штата Пара. Входит в экономико-статистический микрорегион Алтамира. Население составляет 13 431 человек на 2010 год. Занимает площадь 3089,537 км². Плотность населения — 4,35 чел./км².

## Демография
Согласно сведениям, собранным в ходе переписи 2010 г. Национальным институтом географии и статистики (IBGE), население муниципалитета составляет:
| Полное население                               | Полное население                               | Полное население                               | Полное население                               | 13 431 |
| ---------------------------------------------- | ---------------------------------------------- | ---------------------------------------------- | ---------------------------------------------- | ------ |
| в том числе:                                   | Городское население                            | 5362                                           | Процент городского населения, %                | 39,92  |
|                                                | Сельское население                             | 8069                                           | Процент сельского населения, %                 | 60,08  |
|                                                | Мужское население                              | 7281                                           | Процент мужского населения, %                  | 54,21  |
|                                                | Женское население                              | 6150                                           | Процент женского населения, %                  | 45,79  |
| Плотность населения, чел/км²                   | Плотность населения, чел/км²                   | Плотность населения, чел/км²                   | Плотность населения, чел/км²                   | 4,35   |
| Население муниципалитета в % к населению штата | Население муниципалитета в % к населению штата | Население муниципалитета в % к населению штата | Население муниципалитета в % к населению штата | 0,18   |

По данным оценки 2015 года, население муниципалитета составляет 14 407 жителей.

## Статистика
- Валовой внутренний продукт на 2003 год составляет 78 841 097,00 реалов (данные: Бразильский институт географии и статистики).
- Валовой внутренний продукт на душу населения на 2003 год составляет 7413,36 реалов (данные: Бразильский институт географии и статистики).
- Индекс развития человеческого потенциала на 2000 год составляет 0,664 (данные: Программа развития ООН).

## Важнейшие населенные пункты
| № | Населённый пункт  | Населённый пункт (порт.) | Категория | Население чел. (2010) | На карте                       |
| - | ----------------- | ------------------------ | --------- | --------------------- | ------------------------------ |
| 1 | Витория-ду-Шингу  | Vitória do Xingu         | город     | 5362                  | 2°53′10″ ю. ш. 52°00′48″ з. д. |
| 2 | Леонарду-да-Винси | Leonardo da Vinci        | поселок   | 422                   | 3°10′24″ ю. ш. 52°03′27″ з. д. |
| 3 | Белу-Монти II     | Belo Monte II            | поселок   | 397                   | 3°07′37″ ю. ш. 51°41′57″ з. д. |
| 4 | Санту-Антониу     | Santo Antônio            | поселок   | 191                   | 3°07′22″ ю. ш. 51°47′24″ з. д. |